# Пихтовое масло
Пихтовое масло — эфирное масло, которое извлекают паровой перегонкой из хвои и молодых веток деревьев сибирской пихты (Abies sibirica Ledeb.), белой пихты (Abies alba) и бальзамической пихты (Abies balsamea L.), произрастающих в ряде стран Европы, Азии и Северной Америки.

## Свойства
Пихтовое масло — бесцветная или слабо окрашенная жидкость с хвойным бальзамическим запахом. Растворимо в этаноле (1:5÷9 — в 90%-м), бензилбензоате, диэтилфталате, растительных и минеральных маслах; малорастворимо в глицерине и пропиленгликоле; нерастворимо в воде. В сильнокислой и щелочной среде неустойчиво.
| {\displaystyle {\mbox{d}}_{20}^{20}} | {\displaystyle [{\mbox{n}}]_{\mbox{D}}^{20}} | {\displaystyle [\alpha ]_{\mbox{D}}^{20}} | ЛД50                                           |
| ------------------------------------ | -------------------------------------------- | ----------------------------------------- | ---------------------------------------------- |
| 0,872 ÷ 0,878                        | 1,4752 ÷ 1,4798                              | -31 ÷ +47                                 | > 5 г/кг крысы (перорально), кролики (накожно) |

## Химический состав
В состав масла входят — мирцен, цис- и транс-β-оцимены, лимонен, дипентен, α- и γ-терпинены, терпинолен, α- и β-пинены, камфен, сантен, α-туйен, α-фенхен, 3-карен, γ-бисаболен, сабинен, n-цимол, борнеол, цинеол и другие компоненты. В масле европейской пихты также содержатся деканаль и додеканаль.

## Получение
Получают из хвои и молодых веток пихты путём отгонки с паром, выход масла до 1,2%.
Основные производители — Югославия, Россия, Болгария и Германия.

## Применение
Применяют как компонент отдушек для косметических изделий, мыла и товаров бытовой химии.
Наиболее ценная часть пихтового масла — борнилацетат (уксуснокислый эфир борнеола), его содержание у различных видов пихт колеблется от 8 до 47%. Борнилацетат — это твердое кристаллическое вещество, растворяющееся в других частях эфирного масла. При низкой температуре он иногда может выпадать на дно сосуда в виде белых кристаллов. Из всех составных частей эфирного масла борнилацетат имеет наибольший удельный вес, и от его количества зависит удельный вес масла.
Проводят испытания эфирного масла методом газовой хроматографии. Определяют в полученной хроматограмме полученные репрезентативные и характерные компоненты, представленные в таблице 1. Соотношение этих компонентов, определённое интегратором, должно быть таким как показано в таблице 1. Они представляют собой хроматографический профиль эфирного масла.

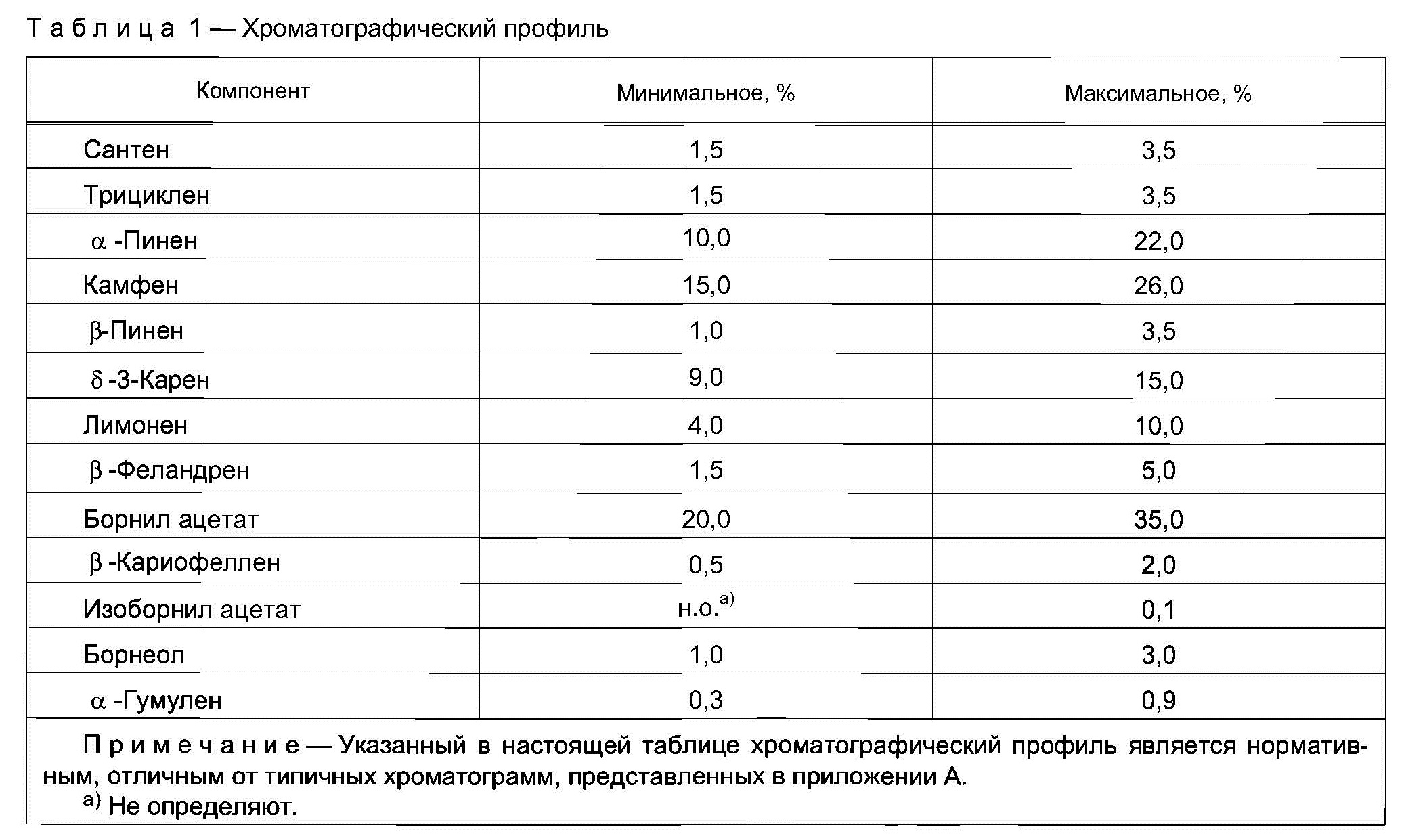
Хроматографический профиль эфирного масла сибирской пихты согласно ГОСТ ISO 10869-2015

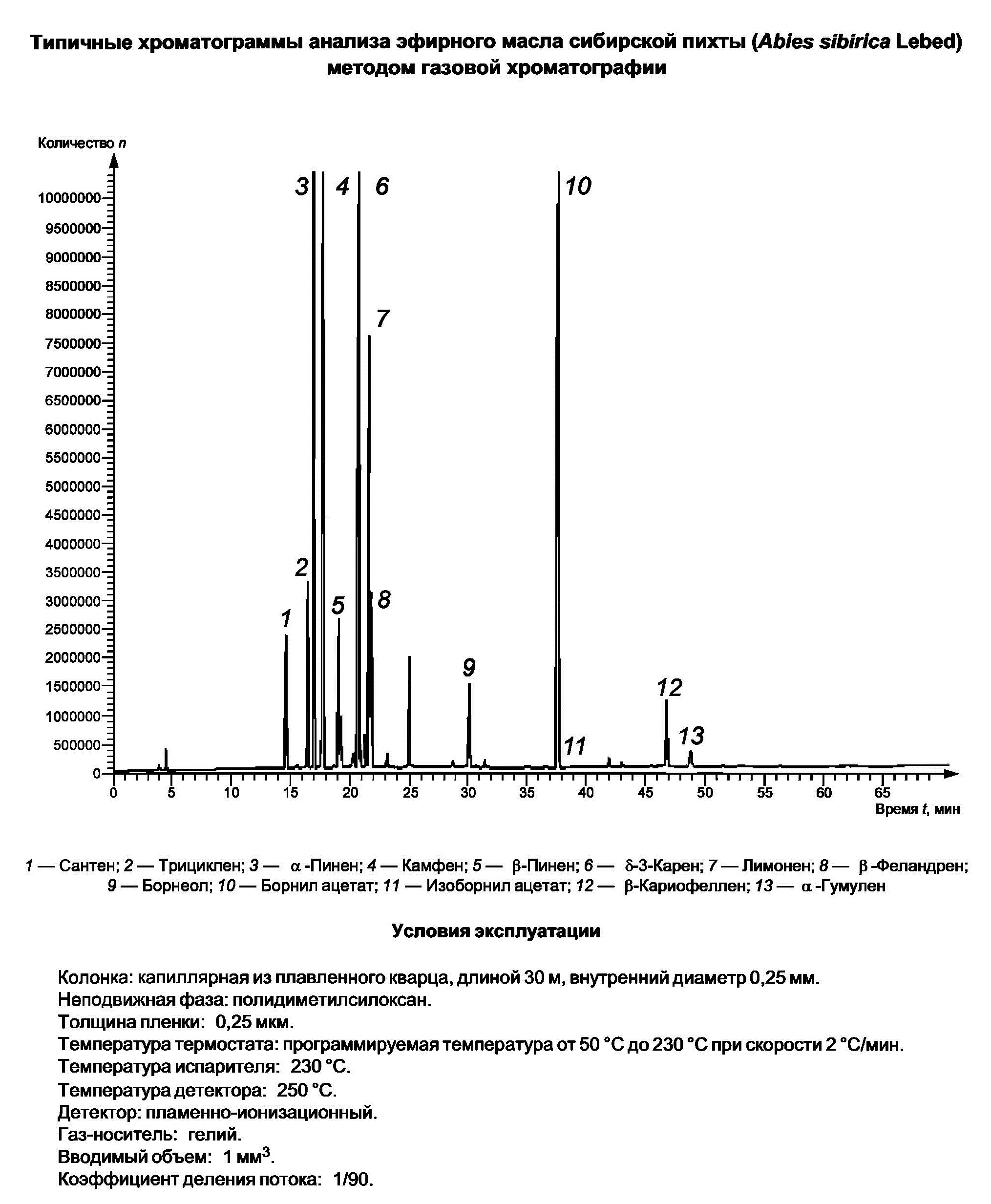
Типичные хроматограммы